# U-235 (film)
 (septembre 2020).
Si vous disposez d'ouvrages ou d'articles de référence ou si vous connaissez des sites web de qualité traitant du thème abordé ici, merci de compléter l'article en donnant les références utiles à sa vérifiabilité et en les liant à la section « Notes et références ».
Pour les articles homonymes, voir U-235.
Pour plus de détails, voir Fiche technique et Distribution.
U-235 (Torpedo) est un film belge de Sven Huybrechts, sorti en 2019. Ce film de guerre à suspense se déroule durant la Seconde Guerre mondiale, en 1943. Un petit groupe de résistants belges reçoit une mission secrète de l'état-major allié : à bord d'un sous-marin allemand capturé, ils doivent convoyer depuis le Congo belge jusqu'à New York une cargaison de minerai d'uranium, indispensable au projet Manhattan pour fabriquer la première bombe atomique qui permettra de vaincre les forces de l’Axe.

## Synopsis
Belgique occupée par les Allemands, 1943. Stan est un résistant. Il hait les nazis, qui ont tué sa femme et son fils encore bébé. Il a caché leur mort à sa fille Nadine, la seule famille qu'il lui reste, pour la préserver de cette horreur. Avec quelques amis, il a pris les armes pour exterminer tous les nazis qu’il pourra, lors d’embuscades sanglantes. L’état-major belge replié à Londres le contacte pour lui confier une mission de la plus haute importance : aller au Congo belge et récupérer une cargaison de minerai d’uranium, puis l'emmener aux États-Unis où elle servira à fabriquer une bombe d’une puissance jamais vue jusqu’alors, qui pourrait mettre fin à la guerre. L'océan Atlantique étant infesté de sous-marins allemands, pour s’assurer que la précieuse cargaison arrive à bon port, Stan et son groupe doivent voyager à bord d’un de ces U-Boot qui a été capturé. Ils ne connaissent rien à ces engins, mais un Allemand commandant de U-Boot fait prisonnier, le Kapitänleutnant Franz Jäger, les entraînera durant trois semaines avant l'appareillage.
Rien ne se déroule comme prévu : alors qu'on charge la cargaison à bord, des navires de guerre allemands apparaissent à l'horizon, visiblement pour capturer le sous-marin. Ce dernier doit partir en catastrophe, avec Stan qui assume le commandement sans rien connaître à la navigation et deux membres d'équipage imprévus : le Kapitänleutnant Jäger et Jenga, un indigène taillé en Hercule, matelot à bord du navire qui a amené l'uranium et qui est parti sans lui. Cela contrarie beaucoup l'équipage, car tous les Belges embarqués détestent les Allemands et certains méprisent les Africains. Le petit groupe, plongé en pleine guerre sous-marine, va pourtant devoir surmonter les différences qui les opposent et s’entraider pour surmonter tous les dangers qui les guettent sur la route. Le sort de la guerre dépend de la réussite de leur mission.

## Fiche technique
Sauf indication contraire, les informations mentionnées dans cette section peuvent être confirmées par la base de données cinématographiques IMDb,  présente dans la section « Liens externes ».
- Titre : U-235
- Titre original : Torpedo
- Réalisation : Sven Huybrechts
- Scénario : Johan Horemans, Sven Huybrechts
- Direction artistique : Chloe Eersel, Wilbert van Dorp
- Décors : Harry Ammerlaan
- Costumes :
- Photographie : Robrecht Heyvaert, Kobe Van Steenberghe
- Son : Jos van Galen
- Montage : Hannes Timmermans
- Musique : Hannes De Maeyer
- Production : Nabil Ben Yadir, Lieke Hakvoort, Oliver Mallia, Benoit Roland, Chantal van der Horst, Kobe van Steenberghe, Michel Vandewalle, Hendrik Verthé
- Sociétés de production :  A Team Productions, Column Film, Pellikola Limited
- Sociétés de distribution :
- Budget :
- Pays d'origine :  Belgique
- Langue originale : flamand, anglais, allemand
- Format :
- Genre : Guerre
- Durée : 102 minutes
- Dates de sortie :
  -  Belgique : octobre 2019
  - France : avril 2020
- Classification :

## Distribution
- Koen De Bouw (VFB : Philippe Résimont) : Stan
- Thure Riefenstein (VFB : Jean-Michel Vovk) : Kapitänleutnant Franz Jäger
- Ella-June Henrard (VFB : Marie Bramm) : Nadine
- Joren Seldeslachts (VFB : Fabian Finkels) : Filip
- Sven De Ridder (VFB : Nicolas Mathys) : Klisse
- Stefan Perceval (VFB : Alex Crépet) : Tamme
- Bert Haelvoet (VFB : Alain Eloy) : Fons
- Rudy Mukendi : Jenga
- Gilles De Schrijver (VFB : Antoni Lo Presti) : Van Praag
- Robrecht Vanden Thoren (VFB : Olivier Prémel) : Werner
- Vic De Wachter (VFB : Martin Spinhayer) : capitaine Maes
- Martin Semmelrogge (VFB : Thierry Jannsen) : Kirchbaum
- Jean-Henri Compère (VFB : lui-même) : Kapitein Gust
- Bruno Georis (VFB : lui-même) : Ministre Jaspard
- Steve Geerts : Peter
- Ludwig Hendrickx : officier allemand

Source : Carton de doublage. Direction Artistique : Bruno Mullenaerts. Studio : Dubbing Brothers.

## Analyse
- Le titre U-235 est le matricule militaire du sous-marin allemand utilisé pour le trajet. Il fait également référence à l'uranium 235, l'isotope radioactif contenu dans la cargaison[1],[3], mais qui lui est noté 235U.

### Similitudes avec d'autres œuvres
- La plupart des critiques notent une grande proximité de ton avec le film Inglourious Basterds de Quentin Tarantino (un petit groupe d'impitoyables tueurs de Nazis)[1],[2],[3].
- Le film présente des similitudes avec le film U-571[4] : des combattants alliés s'emparent d'un U-Boot et tentent de survivre à toutes les tentatives des Allemands pour le couler.

### Différences avec la réalité historique
- Le vrai sous-marin allemand U-235 a eu une histoire totalement différente de celle décrite dans le film.
- L'essentiel de l'uranium nécessaire à la production de Little Boy était présent dans un entrepôt à New York en 1939. C'est le directeur général de l'Union minière du Haut Katanga, Edgar Sengier, qui a fait transporter 1 000 tonnes de minerai d'uranium, bien avant les dates mentionnées dans le film.